# Ліза-Нова
Ліза-Нова (пол. Liza Nowa) — село в Польщі, у гміні Посвентне Білостоцького повіту Підляського воєводства.
Населення — 105 осіб (2011).
У 1975-1998 роках село належало до Білостоцького воєводства.

## Демографія
Демографічна структура станом на 31 березня 2011 року:
|          | Загалом | Допрацездатний вік | Працездатний вік | Постпрацездатний вік |
| -------- | ------- | ------------------ | ---------------- | -------------------- |
| Чоловіки | 55      | 16                 | 32               | 7                    |
| Жінки    | 50      | 8                  | 30               | 12                   |
| Разом    | 105     | 24                 | 62               | 19                   |